# Сельское поселение «Деревня Михеево» (Малоярославецкий район)
Сельское поселение «Деревня Михеево» — муниципальное образование в составе Малоярославецкого района Калужской области России.
Центр — деревня Михеево.

## История
Михеевский сельский совет возник в 1928 году.

## Состав
В поселение входят 3 населённых места:
| Название         | Население (2010) |
| ---------------- | ---------------- |
| деревня Михеево  | ↗518             |
| деревня Мандрино | ↗59              |
| деревня Смахтино | ↗142             |

## Население
Население сельского поселения на 2010 год составляло 719 человек.
| 2010 | 2012 | 2013 | 2014 | 2015 | 2016 | 2017 |
| ---- | ---- | ---- | ---- | ---- | ---- | ---- |
| 719  | ↘689 | ↗710 | ↘685 | ↘664 | ↘657 | ↗671 |
| 2018 | 2019 | 2020 | 2021 |      |      |      |
| ↘644 | ↗659 | ↘650 | ↗862 |      |      |      |